# Супремум-норма
Супремум-нормата е понятие от функционалният анализ. Тя се използва за нормиране на пространства от ограничени функции. Във векторното пространство {\displaystyle \ell ^{\infty }(M,Y)} на ограничените функции
{\displaystyle f:M\to Y}
изобразяващи непразно множество {\displaystyle M} в нормираното пространство {\displaystyle (Y,\|\cdot \|_{Y})} супремум-нормата се дефинира чрез
{\displaystyle \|f\|_{\ell ^{\infty }}:={\textrm {sup}}_{x\in M}|f(x)|}.
По-рядко използвано наименование е норма на Чебишев.

## Свойства
Пространството на всички (ограничени и неограничени) функции {\displaystyle f:M\!^{\to }Y} не може да бъде нормирано с помощта на супремум-нормата. За него обаче може да се дефинира топология такава, че топологията на неговото подпространство {\displaystyle \ell ^{\infty }(M,Y)} да съвпада с индуцираната от супремум-нормата топология.
Ако {\displaystyle M} е компактно метрично пространство, то пространството {\displaystyle C(M)} на непрекъснатите функции {\displaystyle f:M\!^{\to }Y} е подпространство на {\displaystyle \ell ^{\infty }(M,Y)} и може да бъде нормирано чрез максимум-нормата:
{\displaystyle \|f\|_{\infty }:={\textrm {max}}_{x\in M}|f(x)|},
която в частност съвпада със супремум-нормата. {\displaystyle \|\cdot \|_{\infty }} понякога се използва и за означаване на супремум-нормата. Че пространството {\displaystyle C(M)} може да бъде нормирано чрез максимум-нормата, следва от обобщението на теоремата на Вайерщрас гласящо, че непрекъснатите образи на компактни пространства са компактни. Нормираното пространство {\displaystyle (C(M),\|\cdot \|_{\infty })} е банахово.
Функцията
{\displaystyle d(f,g)=\|f-g\|_{\infty }}
е метрика в пространството на всички ограничени функции (и очевидно на всички негови подпространства) с дадена дефиниционна област. Редицата { fn: n = 1, 2, 3, ... } клони равномерно към функцията f тогава и само тогава, когато
{\displaystyle \lim _{n\rightarrow \infty }\|f_{n}-f\|_{\infty }=0.}

### Примери
Следващите три нормирани чрез супремум-нормата векторни пространства от редици са банахови.
- Пространсвото на клонящите към 0 реално- или комплекснозначни редици: {\displaystyle c_{0}=\{(t_{n}):t_{n}\in \mathbb {K} ,\ {\textrm {lim}}_{n\to \infty }t_{n}=0\}} (Тук {\displaystyle \mathbb {K} } е {\displaystyle \mathbb {R} } или {\displaystyle \mathbb {C} }.)
- Пространсвото на сходящите редици: {\displaystyle c=\{(t_{n}):t_{n}\in \mathbb {K} ,\ \exists t({\textrm {lim}}_{n\to \infty }t_{n}=t)\}}
- Пространсвото на ограничените редици: {\displaystyle \ell ^{\infty }(\mathbb {N} )=\{(t_{n}):t_{n}\in \mathbb {K} ,\ \exists t\forall n(|t_{n}|<t)\}}

Последното пространство има връзка с пространствата на сумируемите редици:
{\displaystyle \ell ^{p}=\left\{(t_{n}):t_{n}\in \mathbb {K} ,\ \sum _{n=1}^{\infty }|t_{n}|^{p}<\infty \right\}}
нормирани чрез
{\displaystyle \|x\|_{\ell ^{p}}=\left(\sum _{n=1}^{\infty }|t_{n}|^{p}\right)^{\frac {1}{p}}}
за {\displaystyle 1\leq p<\infty }. В сила е
{\displaystyle \forall x\in \ell ^{1}(\mathbb {N} )({\textrm {lim}}_{p\to \infty }\|x\|_{\ell ^{p}}=\|x\|_{\ell ^{\infty }})}
За обобщаване на този резултат за интегруеми функции е необходимо въвеждането на понятието съществена супремум-норма.
Пространството {\displaystyle C^{1}([a,b])} на функциите с непрекъсната първа производна и дефиниционна област затворения интервал {\displaystyle [a,b]} нормирано чрез супремум-нормата не е банахово, но пространството на функциите с непрекъсната {\displaystyle r}-та производна нормирано чрез
{\displaystyle \|f\|=\sum _{i=0}^{r}\left\|{\frac {\mathrm {d} ^{i}f}{\mathrm {d} x^{i}}}\right\|_{\ell ^{\infty }}}
е банахово.